# Горшинек, Отакар
Отакар Горжинек (чеш. Otakar Hořínek; 12 мая 1929, Простеёв, Первая Чехословацкая республика — 8 июня 2015, Простеёв, Чехия) — чешский спортсмен (пулевая стрельба), серебряный призёр летних Олимпийских игр в Мельбурне (1956).

## Спортивная карьера
Пришёл в стрелковый спорт случайно, попав на стрельбище на прогулке с его женой. Проявив высокие способности к этому виду спорта, он  завоевал 17 национальных титулов, побив 9 национальных рекордов.
На летних Олимпийских играх в Мельбурне (1956) завоевал серебряную медаль в стрельбе их малокалиберной винтовки с трёх позиций на 50 м., в аналогичной дисциплине из положения лежа стал четвёртым.
Являлся серебряным и бронзовым призёром первенства Европы в Белграде (1957) и бронзовым медалистом чемпионата мира в Москве (1958). На своей второй Олимпиаде — в Риме (1960) выступил неудачно, заняв 10-е и 28-е места в стрельбе из трех позиций и из положения лежа, соответственно.
По завершении спортивной карьеры работал в качестве тренера. В 2014 г. ему был вручен дубликат его олимпийской медали, поскольку он потерял оригинал.